# Universidad de Finlandia Oriental
La Universidad de Finlandia Oriental es una institución de formación universitaria finlandesa fundada en 2010, que cuenta con campus en dos ciudades: Kuopio y Joensuu. La universidad es sucesora de las universidades de Joensuu y de Kuopio que se fusionaron a partir del comienzo del año 2010. La universidad tiene unos 15.5000 estudiantes y unos 2.700 miembros de la plantilla.
La universidad participa en varias redes internacionales, como por ejemplo en Campus Europae. También coopera con la Universidad de Nankín de China. La universidad tiene como objetivo para estar entre las 200 mejores universidades en el mundo. Sobre todo destaca en ciencias de la salud, de forestales y de materiales.
Las actividades de la Universidad dan prioridad a la multidisciplinariedad. Las áreas de especialización en el ámbito de la investigación de la Universidad de Finlandia Oriental son Bosques y medio ambiente, Salud y bienestar y Nuevas tecnologías y materiales.

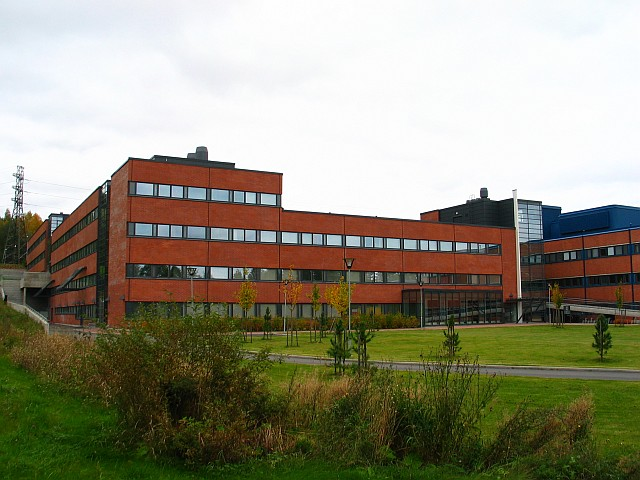
Canthia, uno de los edificios principales del campus de Kuopio

## Facultades
La universidad tiene cuatro facultades:
- Facultad de Filosofía (Joensuu)
- Facultad de Ciencias Naturales y Forestales (Joensuu, Kuopio)
- Facultad de Ciencias de la Salud (Kuopio)
- Facultad de Ciencias Sociales y Económicas (Joensuu, Kuopio)